# لافانيا تريباثي
لافانيا تريباثي (من مواليد 15 ديسمبر 1990  ) هي عارضة أزياء وممثلة وراقصة هندية تعمل في مجال صناعة الأفلام التيلجو. بعد أن عملت كعارضة الأزياء, في عام 2006 فازت بلقب ملكة جمال أوتارانتشال، دخلت عالم صناعة السينما في عام 2012 من خلال فيلم التيلجو أندالا راكشاسي.

## حياتها

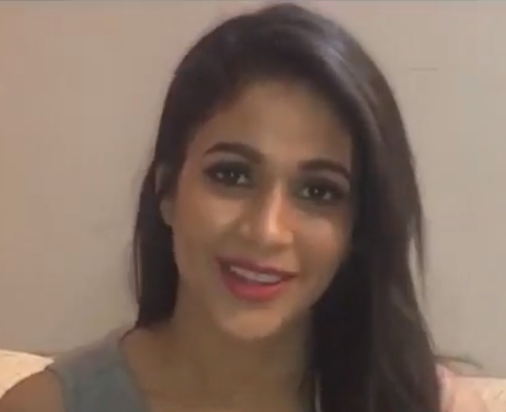
لافانيا تريباثي تدعو الجميع لحضور احتفالات MAA باليوبيل الفضي 2018

ولدت لافانيا تريباثي في أيوديا، أوتار براديش في الهند ونشأت في دهرادون، أوتارانتشال. والدها كان محام يعمل في المحكمة العليا والمحكمة المدنية ووالدتها معلمة متقاعدة. لديها شقيقان أخ وأخت. بعد الانتهاء من دراستها من مدرسة مارشال في دهرادون انتقلت إلى مومباي حيث تخرجت باختصاص الاقتصاد من كلية ريشي ديارام الوطنية.
أرادت دائمًا أن تعمل في مجال الاستعراض لكن والدها أرادها أن تكمل تعليمها أولاً. ثم بدأت في عرض الأزياء وظهرت كذلك في الإعلانات التجارية في الوقت الذي كانت تشارك فيه بالبرامج التلفزيونية. فازت بلقب ملكة جمال أوتارانتشال في عام 2006.
هي راقصة كلاسيكية تلقت تدريبها في بهاراتناتيم، وشاركت في فيلم بيل بيل ماجاديفوي.

## الإعلانات
مثلت لافانيا تريباثي في الإعلان لإدارة شرطة المرور في تيلنجانا ولم تتقاضى أي أجراً عن عملها. ظهرت في إعلانات بعض العلامات التجارية الشهيرة بما في ذلك Fair & Lovely (مستحضرات التجميل) و Binani Cement.

## الحياة المهنية
قامت بأداء أول دور في فيلم روائي من خلال فيلم التيلجو 2012 Andala Rakshasi ،  بعد أن اقترح أحد أصدقائها أن تقوم بحضور تجارب الأداء للدور. حصلت على اشادة من النقاد لأدائها عن دورها وفازت بجائزة أفضل مبتدئ من تلفزيون Maa. في العام التالي قامت ببطولة دوروسكيلثا والذي أثبتت نجاحها فيه أيضًا. في عام 2014 ، ظهرت لأول مرة في سينما التاميل في فيلم براهمان حيث لعبت دور صحافية طموحة. وسرعان ما انتقلت لأداء دورها التالي في فيلم التاميل نانوم رويدهان،  لكن دروها تمت إزالته من الفيلم عندما استولى استوديو إنتاج جديد على المشروع. كان مشروعها التالي هو Bhale Bhale Magadivoy.

## فيلموغرافيا
| عام  | فيلم                     | الدور                        | اللغة                | ملاحظات          |
| ---- | ------------------------ | ---------------------------- | -------------------- | ---------------- |
| 2012 | أندالا راكشاسي           | Midhuna                      | التيلجو              | التيلجو لاول مرة |
| 2013 | Doosukeltha              | الدكتورة علية / تشيني        | التيلجو              |                  |
| 2014 | Bramman                  | Gayathri                     | التاميل              | التاميل لاول مرة |
| 2014 | Manam                    | صديق رادها موهان             | التيلجو              |                  |
| 2015 | بهل بهالي ماجاديفوي      | ناندانا                      | التيلجو              |                  |
| 2016 | سوجاد تشيني نايانا       | سيتا                         | التيلجو              |                  |
| 2016 | Lacchimdeviki O Lekkundi | ديفي / أوما ديفي / أنكالاما. | التيلجو              |                  |
| 2016 | سريراستو                 | انانيا (انو)                 | التيلجو              |                  |
| 2017 | سيد                      | شاندراموخي                   | التيلجو              |                  |
| 2017 | رادها                    | رادها                        | التيلجو              |                  |
| 2017 | يودهام شارنام            | Yodhika                      | التيلجو              |                  |
| 2017 | فونادي أوكاتي زينداجي    | ميجانا (ماجي)                | التيلجو              |                  |
| 2017 | Maayavan                 | Aadhirai                     | التاميل              |                  |
| 2018 | Inttelligent             | شريا                         | التيلجو              |                  |
| 2018 | أنتاريكشام 9000 KMPH     | Parvathi                     | التيلجو              |                  |
| 2019 | أرجون سورافارام          | التيلجو                      | مرحلة ما بعد الإنتاج | سيُعلن لاحقاً      |

## أعمال التلفزيون
| عام       | فيلم               | الدور                | لغة     | ملاحظات         |
| --------- | ------------------ | -------------------- | ------- | --------------- |
| 2006-2009 | Ssshhhh. . كوي هاي | غير معروف            | الهندية | مسلسل تلفزيونى  |
| 2008      | Get Gorgeous       | مشارك                | الهندية | برنامج تلفزيوني |
| 2009-2010 | بيار كا باندهان    | مشتي داس / أرينا راي | الهندية | مسلسل تلفزيونى  |
| 2007-2010 | البحث الجنائي      | ساكشي                | الهندية | مسلسل تلفزيونى  |

## روابط خارجية
- لافانيا تريباثي على موقع IMDb (الإنجليزية)
- لافانيا تريباثي على موقع قاعدة بيانات الفيلم (الإنجليزية)